# 172-я стрелковая дивизия (2-го формирования)
172-я стрелковая дивизия — воинское соединение Вооружённых сил СССР в Великой Отечественной войне

## История
Сформирована 10 октября 1941 года путём переименования по общевойсковой нумерации 3-я Крымская мотострелковой дивизии.П. И. Батов писал: «Из так называемых крымских дивизий быстро выделилась своей сколоченностью 172-я. Под руководством полковника И. Г. Торопцева она росла как на дрожжах. Это был опытный командир, умница, учил солдат именно тому, что нужно им в бою. У него были хорошо подготовленные командиры полков — И. Ф. Устинов и П. М. Ерофеев. Дивизия создавалась как мотомеханизированное соединение, поэтому в ней кроме стрелковых был танковый полк. Славный 5-й танковый полк!.. Наименование этой воинской части и фамилию её командира майора С. П. Баранова надо бы золотыми буквами вписать в историю обороны Крыма.» 
На 18 октября 1941 года занимала позиции под Красноперекопском и вступила в бой с частями немецких 170-й и 73-й пехотных дивизий, стремившихся прорваться к устью реки Чатырлык. По 28 октября 1941 года при поддержке 5-го танкового полка дивизия удерживала свои позиции по реке Чатырлык. С 29 октября 1941 года по приказу осуществляет отход на тыловой оборонительный рубеж, проходивший по линии Советский, Новоцарицыно, Саки.
В боях на Ишуньских позициях полки дивизии понесли тяжёлые потери, 383-й, 514-й и 747-й полки имели в своём составе не более 300 бойцов, артполк дивизии имел всего два 76-мм орудия. Общая численность 172-й стрелковой дивизии, к моменту выхода к Севастополю, составляла чуть более тысячи человек. Вместе с тем, в Севастополь из городов Крыма был выведен призывной контингент, ранее имевший «броню» от призыва (ценные работники, специалисты, а также часть осеннего призыва 1941 года). Вместе с арьергардными частями в Севастополь вышли ещё 1,8 тыс. человек (остатки сапёрного батальона, 747-го полка, остатки батальона связи и т. п.). Оставшиеся подразделения дивизии были сведены в один, 514-й стрелковый полк двухбатальонного состава. 
Дивизии были приданы;
- 1-й Севастопольский полк морской пехоты (сформирован за счёт 1-го Перекопского отряда МП, батальона и 17-й пулемётной роты Дунайской военной флотилии, батальона школы оружия)
- 2-й Черноморский полк морской пехоты (сформирован за счёт 1-го отдельного Севастопольского караульного батальона береговой обороны, стрелкового батальона Николаевской военно-морской базы, сводного батальона Очаковской базы, в который вошёл личный состав базы торпедных катеров и части морпогранохраны НКВД, батальона 106-й стрелковой дивизии)

10 ноября 1941 года в состав 172-й стрелковой дивизии вошёл 31-й стрелковый полк. С этого момента дивизия находилась на обороне 2-го сектора Севастопольского оборонительного района, протяжённостью 18,5 километров. В ходе 2-го штурма советские войска в секторе, в основном, удержали свои позиции. После отражения штурма дивизия в двухполковом составе, переброшена в 4-й сектор обороны, и она занимает позиции на правом фланге 95-й стрелковой дивизии. В наступлениях января-марта 1942 года дивизия несёт тяжёлые потери. 7 марта 1942 года из состава дивизии был выведен 31-й стрелковый полк (передан в 25-ю стрелковую дивизию), а в составе 172-й дивизии с марта 1942 года начато формирование второго полка дивизии: 747-го. К маю 1942 года полк был почти полностью сформирован, и было начато формирование нового 388-го стрелкового полка. К началу 3-го штурма в полку был сформирован один стрелковый батальон и ряд вспомогательных подразделений.
С возобновлением штурма Севастополя дивизия вступила в бои, в течение трёх суток в основном удерживала позиции, отдельные опорные пункты продолжали бои в окружении, однако затем позиции дивизии были прорваны. 16 июня 1942 года остатки дивизии были отведены в тыл, где из них был сформирован батальон, получивший наименование 1-го батальона 514-го стрелкового полка. Батальон принимал участие в боевых действиях 29-30 июня 1942 года, занимая небольшой участок между 8-й бригадой морской пехоты и 138-й стрелковой бригадой. В ходе боевых действий был практически полностью уничтожен.
25 июня 1942 года дивизия была расформирована.

## Командиры дивизии
- полковник Иван Андреевич Ласкин[1].
- начальник политотдела полковник Солонцов, Пётр Ефимович

## Состав
- 31-й стрелковый полк (10.11.41 — 14.03.42)
- 161-й стрелковый полк (10.11.41 — 30.12.41)
- 388-й стрелковый полк

Начато второе формирование в мае 1942 г. По состоянию на июнь 1942 г. сформирован один батальон, рота ПТР и миномётная рота.
- 514-й стрелковый полк

Сформирован в составе 3-й Крымской дивизии народного ополчения, 5-й моторизованный полк. 25-го сентября получил номер 514. Принимал участие в боях под Армянском, понёс потери. Пополнен за счёт личного состава 321-й дивизии (2-й дивизии народного ополчения) и 184-й дивизии НКВД (4-й дивизии ополчения). Занял оборону на реке Чатырлык, в боях понёс потери. При отступлении к Севастополю 1-2 ноября двигался в арьергарде колонны, затем полк выведен в голову колонны. Вышел в Севастополь уже 3 ноября 1941 года. После выхода к Севастополю, полк переформирован за счёт: 1-й батальон — личного состава 172-й СД, 2-й батальон — личного состава севастопольского истребительного батальона, 3-й батальон — (сформирован позднее, за счёт личного состава 778-го полка 388-й дивизии), но после февральского наступления расформирован из-за потерь в личном составе и возврата части личного состава в 388-ю СД.
Занял позиции в районе д. Комары и Ялтинского шоссе, вёл боевые действия на границе 1-го и 2-го секторов, при поддержке 134-го ГАП. В январе 1942 г. переброшен в 4-й сектор, участвовал в неудачных наступлениях в январе и феврале 1942 г. понёс тяжёлые потери. К началу 3-го штурма в составе полка числилось два батальона, один миномётный батальон.
- 747-й стрелковый полк

Сформирован в составе 3-й Крымской дивизии народного ополчения, 5-й моторизованный полк. 25-го сентября получил номер 747. После понесённых при отступлении потерь расформирован. Восстановлен в марте 1942 г. (приказ по Примармии № 087 от 3.03.42г.)
- 340-й артиллерийский полк
- 134-й гаубичный артиллерийский полк (с 15.11.41)

Полк был создан в 1938 году на базе 3-го и 4-го дивизионов 57-го артполка 95-й стрелковой дивизии (один дивизион 122-мм гаубицы, второй 152-мм гаубицы). В составе дивизии участвовал в Финской войне. Принимал участие в Бессарабской операции в 1940 году. Состав полка: два дивизиона 122-мм гаубиц, один дивизион 152-мм гаубиц, всего 36 орудий. Полк в полном составе (но без средств тяги) был вывезен из Одессы. 26 октября 1941 полк был загружен в эшелоны, но из-за создавшейся ситуации был выгружен на станции Сарабуз (Остряково). Комендантский взвод полка реквизировал гражданский транспорт, обеспечив транспортировку орудий. Всего были реквизированы 3 трактора ЧТЗ и 28 грузовых автомобилей. 3-й (152мм) дивизион полка прибыл в Севастополь 3-4 ноября 1941 года, двигаясь напрямую. 1-й и 2-й дивизионы двигались в арьергарде Приморской армии, прикрывая отход, и прибыли в Севастополь 10 ноября. В ходе отступления 1-й дивизион в районе Артека понёс потери, прикрывая отступление армии. Полк поддерживал 172-ю СД в районе горы Гасфорта. 11 ноября 1941 года в полк были влиты остатки 340-го артполка 172-й дивизии. При передислокации дивизии в январе 1942 года занял позиции в районе 3-го и 4-го сектора. Во время 3-го штурма двумя дивизионами (1 и 2) вёл огонь, поддерживая 172-ю дивизию, 3-й дивизион был задействован для поддержки частей 3-го сектора. 26 июня 1942 года 1-й дивизион занимал позиции в районе Инкерманского монастыря. После того, как боезапас был израсходован, орудия на руках выкатили мимо «Шампанстроя» в Килен-балку. 3-й дивизион, в связи с невозможностью перекатки орудий вручную, 27 июня 1942 года взорвал матчасть и отошёл к 1-му дивизиону. 2-й дивизион к 28 июня 1942 г. занимал позиции в районе р. Виктория. 30 июня 1942 года орудия были взорваны и остатки 2-го и 1-го дивизионов отошли к мысу Херсонес.
- 174-й отдельный истребительно-противотанковый дивизион (с 4.03.42)

Сформирован по приказу от 3.03.42г., по состоянию на начало штурма в дивизионе были только противотанковые ружья.
- 341-й отдельный зенитный артиллерийский дивизион (реально не сформирован)
- 151-я разведывательная рота
- 247-й (270-й) сапёрный батальон
- 222-й отдельный батальон связи

В составе батальона числилось три роты, общая численность 345 человек.
- 224-й медико-санитарный батальон
- 7-я отдельная рота химической защиты
- 137-я автотранспортная рота
- 339-я полевая хлебопекарня
- 988-й дивизионный ветеринарный лазарет
- 484-я полевая почтовая станция

## Отличившиеся воины дивизии
- Байда, Мария Карповна, старший сержант, санитарный инструктор 2-го батальона 514-го стрелкового полка.
- Умеркин, Абдулхак Сагитович, младший лейтенант, командир батареи 134-го гаубичного артиллерийского полка.